# Greenidea schimae
Greenidea schimae är en insektsart. Greenidea schimae ingår i släktet Greenidea och familjen långrörsbladlöss. Inga underarter finns listade i Catalogue of Life.